# Gul lærkespore
Gul lærkespore (Pseudofumaria lutea) er en staude med en tueformet, løs vækst. Planten er giftig. 

## Beskrivelse
Hvert skud er meget tæt forgrenet. Skud og blade er nøgne og glatte. Bladene er ægformede og dobbelt til tredobbelt snitdelte med helrandede småblade. Hovedblomstringen sker i maj, men blomstringen fortsætter, og der er stadigvæk blomster på planten hen i september måned. De gule blomster har en kort spore på undersiden, og de sidder samlet i tætte stande. Frøene modner godt og spirer meget villigt.
Jordstænglen er vandret og ligger højt i jorden. Rødderne er fint og tæt forgrenet. 
Højde x bredde og årlig tilvækst: 0,3 × 0,3 m (30 × 30 cm/år). Målene kan bruges til beregning af planteafstande i fx haver.

## Hjemsted
Gul lærkespore er udbredt i den sydøstlige del af Alperne, hvor den tilhører plantesamfundet Cymbalario-Asplenion, der hører hjemme i klipperevner og mellem blokke på kalkbund. Arten er dog forvildet fra haverne og naturaliseret over det meste af verden. 
I Mannheim-Heidelberg området (Baden-Württemberg) findes den voksende i mursprækker sammen med bl.a. fladstrået rapgræs, gyldenlak, hvid stenurt, liden rustbregne, lundrapgræs, murrude, Parietaria judaica (en springknap-art), rundfinnet radeløv, rød sporebaldrian, svaleurt og vedbendtorskemund. 
| Portal | Portal:Botanik |